# NGC 1042
NGC 1042 es una galaxia espiral barrada de tipo SBc que se encuentra en la constelación de Cetus a unos 60 millones de años luz de distancia. Su magnitud aparente es 11,0 y desde nuestra perspectiva aparece vista de frente.
NGC 1042 aparece en el cielo cerca de la galaxia espiral NGC 1035 y ambas poseen un corrimiento al rojo similar. Se ha sugerido que ambos objetos pueden estar físicamente asociados.
Fue descubierta el 10 de noviembre de 1885 por Lewis A. Swift.